# Heves (condado)
Heves é um condado (megye em húngaro) da Hungria. Sua capital é a cidade de Eger.